# TFÖ 2020
Totalförsvarsövning 2020 (TFÖ 2020) var en totalförsvarsövning som genomfördes mellan 2019 och 2021. Syftet var att bidra till att öka Sveriges motståndskraft. Övningen genomfördes i en fiktiv situation där regeringen beslutat om höjd beredskap, totalförsvaret mobiliserats och Sverige utsätts för väpnat angrepp. Slutförandet blev försenat på grund av covid-19-pandemin.
I totalförsvarsövningen kommer beslutskedjor och samverkan mellan samhällsaktörer på alla nivåer övas och testas, för att samhällskritiska funktioner ska kunna fortsätta att fungera och Sverige stå emot ett väpnat angrepp. De inblandade aktörerna kommer att pröva hur samhället ska prioritera resurser och fördela viktiga förnödenheter.
Övningsledningen sätts upp av Myndigheten för samhällsskydd och beredskap med stöd av Försvarsmakten (Sverige).
TFÖ 2020 är uppdelad i flera övningsavsnitt. Den första inleddes den 4 november 2019. Den genomfördes på lokal och regional nivå och omfattade över 350 olika aktörer till exempel kommuner, regioner, länsstyrelser, Försvarsmaktens regionala staber, polisen, Trafikverket, Röda Korset, SOS Alarm och Sveriges Radios lokala kanaler.
Övningen är den första sedan totalförsvarsövningen Mitt i Sverige (TFÖ 87) ägde rum 33 år tidigare.